# Livernois

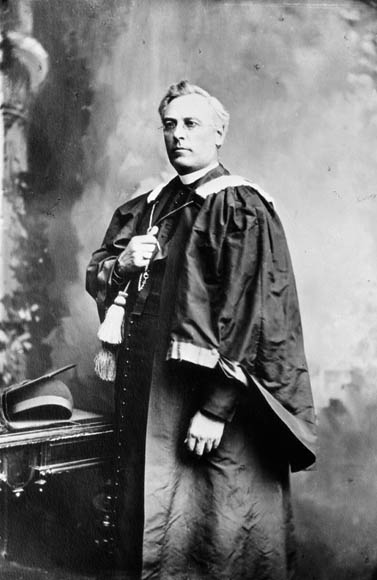
Henri-Raymond Casgrain, photo de Jules Ernest Livernois

Jules Isaï Benoît, dit Livernois, (né le 22 octobre 1830 à Longueuil, mort le 11 octobre 1865 à Québec) est un photographe québécois. Les historiens d'art le considèrent comme l'un des pionniers de la photographie au Québec.

## Biographie
Livernois est le fondateur du studio éponyme qui fut un important studio de photographie ayant été en activité à Québec sur la rue Saint-Jean pendant plus d'un siècle, du milieu du XIXe siècle jusqu'en 1974.  Il fut dirigé par trois générations de photographes de la famille Livernois.
Les époux Jules Isaï Livernois et Élise L'Hérault, dit L'Heureux, (née en 1827, morte en 1896) fondèrent le studio au milieu des années 1850. Le Studio Livernois offre des photographies imprimées sur papier, nature ou colorées, et des ambrotypes (photographies sur verre) et initient d'autres photographes qui s'intéressent à cet art.  
En 1863, Livernois se perfectionne en Angleterre, en Écosse et en France.  En 1865, le premier volume illustré de photographies publié au Canada utilisa quelques-unes de leurs photographies. Livernois pratique sa profession pendant huit ans mais meurt prématurément à l'âge de 34 ans.  Élise Livernois assume alors seule la direction du studio, tout en initiant son fils Ernest au métier.
Leur fils Jules-Ernest Livernois (né en 1851, mort en 1933) puis leur petit-fils Jules Livernois (né en 1877, mort en 1952) leur succédèrent,.

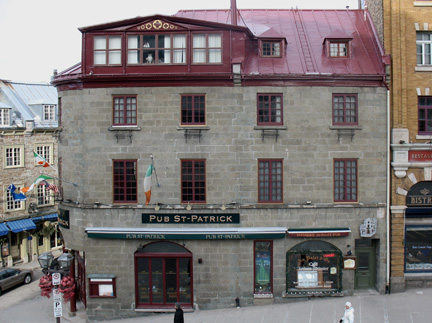
La maison des Livernois en 2011.

Les photographies prises au cours des quelque 120 années d'existence du studio comprennent des portraits de nombreux citoyens et de personnalités politiques ainsi que des paysages urbains et ruraux de la région de Québec et du Québec.  

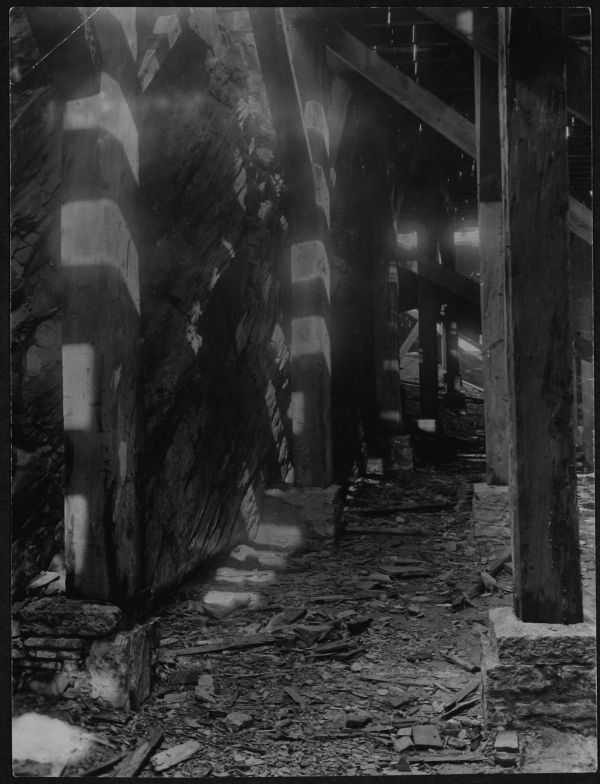
L'éboulis du Cap Diamant, Basse-ville de Québec, 1889, par Jules-Ernest Livernois

Le studio Livernois produisit une grande proportion des photographies publiées dans les magazines Canadian Illustrated News et L'Opinion publique, deux des premières publications périodiques illustrées au Canada
Plus de 300 000 photographies provenant du studio Livernois ont été cédées aux Archives nationales du Québec,.

Portrait d'une femme non identifiée, [ca. 1875], Jules-Ernest Livernois

La carrière de Jules-Ernest Livernois a fait l'objet du film Ernest Livernois, photographe, fiction documentaire du réalisateur Arthur Lamothe (1988, 54 minutes).

## Hommages
Deux hommages sont présents à la famille Livernois dans la ville de Québec : 
- L'avenue Livernois a été nommée en son honneur en 1961.
- La place des Livernois a été nommée en l'honneur de la famille en 1995. Un monument y est présent depuis 1987.